# Heliosia micra
Heliosia micra là một loài bướm đêm thuộc phân họ Arctiinae, họ Erebidae.